# Conjetura de Coase
La conjetura de Coase, desarrollada por primera vez por Ronald Coase, es un argumento en la teoría del monopolio. La conjetura establece una situación en la que un monopolista vende un bien duradero a un mercado de segunda mano donde no es posible revender y se enfrenta a consumidores que tienen diferentes valoraciones. La conjetura propone que un monopolista que no conoce las valoraciones de los individuos tendrá que vender su producto a un menor precio del que puede obtener si el monopolista trata de separar los consumidores al ofrecer diferentes precios en diferentes períodos. Esto se debe a que el monopolio es, en efecto, en el precio de la competencia consigo mismo durante varios períodos y al consumidor con mayor valoración, si es lo suficientemente paciente, puede simplemente esperar a que el precio más bajo. Por lo tanto el monopolista tendrá que ofrecer un precio competitivo en el primer período, que será bajo. El monopolista podría evitar este problema, comprometiéndose a una estrategia de precios linealmente estable o adoptar otras estrategias de negocio.

## Modelo de dos consumidores
Supongamos que hay dos consumidores, llamados {\displaystyle X} y {\displaystyle Y} con las valoraciones del bien {\displaystyle x} y {\displaystyle y} respectivamente. Las valoraciones guardan la siguiente relación {\displaystyle x<y<2x} . El monopolio no puede identificar directamente a los consumidores individuales, sino que sabe que hay 2 valoraciones diferentes de un bien. El bien en venta es duradero por lo que una vez que un consumidor compra, lo tendrá que en todos los períodos posteriores. Esto significa que después de que el monopolista ha vendido a todos los consumidores, no puede haber más ventas. También se asume que la producción es tal que el coste medio y el coste marginal son ambos iguales a cero.
El monopolista podría intentar cobrar {\displaystyle precio=y} en el primer período y luego en el segundo período {\displaystyle precio=x}. Por lo tanto, aplica discriminación de precios. Esto no da lugar a que los consumidores Y compren en el primer período, ya que, al esperar, podrían conseguir un precio igual a {\displaystyle x}. Para que los consumidores {\displaystyle Y} que son indiferentes entre comprar en el primer período o el segundo periodo, el monopolista tendrá que cobrar un precio de {\displaystyle dx+(1-d)y} donde {\displaystyle d} es un factor de descuento entre 0 y 1. Este precio es tal que {\displaystyle dx+(1-d)y<y}.
Por lo tanto al esperar, {\displaystyle Y} obliga al monopolista a competir en precio con su yo futuro.

## Modelo connlos consumidores
Imaginemos que no son dos, sino {\displaystyle n} los consumidores con valoraciones que van desde {\displaystyle y} a una valoración por encima de cero. El monopolista va a querer vender a los consumidores con la valoración más baja. Esto se debe a que la producción no tiene costo y mediante el cobro de un precio justo por encima de cero, todavía obtiene un beneficio. Por tanto, para separar a los consumidores, el monopolio cobrará al primer consumidor {\displaystyle (1-d^{n})y}  donde {\displaystyle n} es el número de consumidores. Si el factor de descuento es lo suficientemente alto el precio será cercano a cero. Por lo tanto la conjetura se sigue cumpliendo.